# Nicolai Schumann
Nicolai Alexander Schumann (* 6. März 1992 in Frankfurt am Main) ist ein deutscher American-Football-Spieler für Berlin Thunder in der European League of Football (ELF). Er spielt in der Offensive als Tight End und Wide Receiver. Sein größter Erfolg war der Gewinn der deutschen Meisterschaft 2019 mit den New Yorker Lions aus Braunschweig.

## Werdegang
Schumann begann im Jahr 2010 bei den Berlin Bullets Juniors in Marzahn mit dem American Football. Zur Saison 2013 wechselte Schumann zu den Berlin Adlern in die höchste deutsche Spielklasse. In seinem ersten Jahr kam er vorrangig als Defensive End zum Einsatz, doch wechselte er bereits in seiner zweiten Saison auf die Position des Wide Receivers in die Offensive. Gemeinsam mit den Adlern gewann er im Juli 2014 den Eurobowl XXVIII gegen die New Yorker Lions. In der Saison 2015 fing Schumann 23 Pässe für einen Raumgewinn von 411 Yards und erzielte dabei drei Touchdowns. Darüber hinaus wurde er vereinzelt als Kicker eingesetzt. Diese Position füllte er auch im Jahr 2016 aus und verwandelte dabei mehr als 95 Prozent der Extrapunkt-Versuche. Zur Saison 2017 wechselte Schumann zu den Berlin Rebels. Dort entwickelte er sich zur zweitbeliebtesten Anwurfstelle und erzielte neun Touchdowns.
Anfang Februar 2018 wurde Schumann von den New Yorker Lions verpflichtet. In seiner ersten Saison für die Braunschweiger kam er in fünfzehn GFL-Spielen zum Einsatz und wurde hinter dem Kicker der zweitbeste Scorer des Teams. Während er mit den Lions den Eurobowl XXXII gewinnen konnte, schied er vor heimischen Publikum gegen die Frankfurt Universe im Halbfinale der GFL-Play-offs aus. Auch in der Saison 2019 galt Schumann als einer der Stützpfeiler des Lions Angriffs. Mit neun Touchdowns in siebzehn Spielen trug er erheblich zum Gewinn des German Bowl XLI bei, womit Schumann erstmals deutscher Meister wurde.
Zur historisch ersten Saison der European League of Football 2021 wurde Schumann von der neu gegründeten Franchise Berlin Thunder verpflichtet: „Ich bin ein Fan von diesem Pilotprojekt und möchte Teil der Pioniertruppe sein. Viele Footballer in Deutschland haben von einer größeren Medienpräsenz geträumt. Das war in der GFL schwierig“, begründete Schumann seine Rückkehr nach Berlin. Beim zweiten Saisonspiel gegen die Stuttgart Surge erzielte er nach einem Pass von Calvin Stitt einen 66-Yard-Touchdown, seinen ersten in der ELF. Im weiteren Saisonverlauf verpasste Schumann verletzungsbedingt ein Spiel und war fortan angeschlagen. Er schloss das Jahr mit drei Receiving-Touchdowns ab und verpasste mit Thunder die Play-offs deutlich. Nach Abschluss der regulären Saison wurde Schumann in das ELF All Star Team berufen, welches gegen eine US-Auswahl antrat. Ende Oktober verlängerte Thunder den Vertrag mit Schumann um eine weitere Saison.
Nationalmannschaft
Schumann wurde zu den World Games 2017 in Breslau in das deutsche Nationalteam berufen. Dort war er Teil der ersten europäischen Mannschaft, die die Delegation der Vereinigten Staaten schlug. Schumann warf dabei bei einem Trickspielzug im letzten Viertel den entscheidenden Touchdown-Pass auf Kwame Ofori. Nach einer Niederlage im Finale gegen das französische Nationalteam gewann Deutschland schließlich die Silbermedaille.

## Bobsport
Im Jahr 2020 wechselte Schumann als Mitglied des SC Potsdam zum Bobsport. Anfang November fuhr er auf der Bobbahn Altenberg als Anschieber erstmals in einem Schlitten.

## Statistiken
| Jahr                                            | Team             | Spiele 1 | Receiving | Receiving | Receiving | Receiving | Receiving | Kicking | Kicking | Kicking | Kicking | Kicking | Kicking | Kicking | Tackles | Tackles |
| Jahr                                            | Team             | Spiele 1 | Rec       | Yds       | Avg       | TD        | Lng       | FGM     | FGA     | Pct     | Lng     | XPM     | XPA     | Pct     | Total   | Sack    |
| ----------------------------------------------- | ---------------- | -------- | --------- | --------- | --------- | --------- | --------- | ------- | ------- | ------- | ------- | ------- | ------- | ------- | ------- | ------- |
| German Football League                          |                  |          |           |           |           |           |           |         |         |         |         |         |         |         |         |         |
| 2013                                            | Berlin Adler     | 15       | —         | —         | —         | —         | —         | —       | —       | —       | —       | —       | —       | —       | 32      | 5       |
| 2014                                            | Berlin Adler     | 10       | 003       | 0025      | 08,3      | 01        | 12        | —       | —       | —       | —       | —       | —       | —       | 04      | —       |
| 2015                                            | Berlin Adler     | 11       | 023       | 0411      | 17,9      | 03        | 70        | 1       | 1       | 100,0   | 25      | 09      | 12      | 75,0    | 04      | —       |
| 2016                                            | Berlin Adler     | 14       | 029       | 0393      | 13,6      | 01        | 32        | 3       | 4       | 075,0   | 39      | 21      | 22      | 95,4    | —       | —       |
| 2017                                            | Berlin Rebels    | 12       | 040       | 0635      | 15,9      | 09        | 57        | —       | —       | —       | —       | —       | —       | —       | 03      | —       |
| 2018                                            | New Yorker Lions | 15       | 039       | 0616      | 15,8      | 12        | 54        | —       | —       | —       | —       | —       | —       | —       | —       | —       |
| 2019                                            | New Yorker Lions | 17       | 025       | 0494      | 19,8      | 09        | 80        | —       | —       | —       | —       | —       | —       | —       | —       | —       |
| GFL Gesamt                                      | GFL Gesamt       | 94       | 159       | 2.574     | 16,2      | 35        | 80        | 4       | 5       | 080,0   | 39      | 30      | 34      | 88,2    | 43      | 5       |
| European League of Football                     |                  |          |           |           |           |           |           |         |         |         |         |         |         |         |         |         |
| 2021                                            | Berlin Thunder   | 09       | 014       | 0219      | 15,6      | 03        | 66        | —       | —       | —       | —       | —       | —       | —       | 04      | 0       |
| 2022                                            | Berlin Thunder   | 12       | 027       | 0348      | 12,9      | 02        | 45        | —       | —       | —       | —       | —       | —       | —       | 01      | 0       |
| 2023                                            | Berlin Thunder   | 11       | 018       | 0253      | 14,1      | 05        | 51        | —       | —       | —       | —       | —       | —       | —       | 03      | 0       |
| ELF Gesamt                                      | ELF Gesamt       | 32       | 059       | 820       | 13,9      | 10        | 66        | —       | —       | —       | —       | —       | —       | —       | 08      | 0       |
| Quellen: stats.gfl.info, sportsmetrics.football |                  |          |           |           |           |           |           |         |         |         |         |         |         |         |         |         |

## Privates
Schumann besuchte das Einstein-Gymnasium Neuenhagen. Nach seinem Abitur 2011 ließ sich Schumann zum Großhandelskaufmann ausbilden. 2021 schloss er den Ein-Fach-Bachelor Sporttherapie und Prävention an der Universität Potsdam ab.